# Каюров, Георгий Александрович
Георгий Александрович Каюров (род. 1 декабря 1966, Запорожье, Украинская ССР) — русский писатель, член Союза писателей России (2006), секретарь Высшего творческого совета СП России (2013), член Союза журналистов Украины (1999), член Славянской литературной и артистичной академии (Болгария), главный редактор литературного журнала «Наше поколение» (Республика Молдова) с 2009 года по 2016 год.

## Биография
Родился 1 декабря 1966 года в городе Запорожье, в Украинской ССР. Воспитанник Славянской-на-Кубани школы-интерната (Краснодарский край).
Создатель Хрестоматии современной русской литературы для лицеев и филологических факультетов Республики Молдова; автор двадцати сборников прозы: «Ка-Пли»; «Азиатский зигзаг»; «Азиатский зигзаг» (сборник); «Памятью хранимы»; «По ту сторону»; «Немая судьба. Эхо войны»; «Докато сме живи» (на болгарском языке); «Париж в Кишинёве», «Аисты — не улетайте рано», «Полынь — трава сорная» (Канада, г. Торонто), «Cicogne — non volate via presto» (на итальянском языке) и другие, а также тринадцать сборников в электронных издательствах.
Произведения печатались в журналах: «Молодая гвардия», «Московский литератор», «Литературный меридиан», «Великороссъ», «Край городов», «Мост», «Истоки», «Вольный лист», «Русский переплёт», «Звонница», «Огни Кузбасса», «Нева» и других изданиях России; «Знаци», «Чёрное море» (Болгария); «На любителя» (США); «Кодры», «Наше поколение» (Республика Молдова).
Произведения автора переведены на болгарский и итальянский языки. Книги входили в длинный список литературных премий «Ясная поляна» 2012, «Золотой витязь», а также в короткий список литературной премии «Золотой витязь».
В 2016 году награждён званием «Серебряное перо Руси» за произведение «Аисты — не улетайте рано».
В 2020 году получил Гран-при Международного литературного конкурса «Тамановские чтения» за рассказ «Краб».
В 2020 году сборник рассказов "Немая судьба. Эхо войны" отобран Государственной комиссией и вошёл в короткий список Государственной премии Российской Федерации имени Маршала Советского Союза Г.К.Жукова.
В 2016 году поступил на Высшие литературные курсы Литературного института им. А. М. Горького (окончил в 2018 году).
Международный мастер спорта по шахматам (ЭЛО 2435).
Воспитанник Славянского-на-Кубани Дворца шахмат им. Т. В. Петросяна и Всесоюзной шахматной школы Ю. Л. Авербаха.
Увлекается горным туризмом. В 1985 году 16 июня — восхождение на Эльбрус (5621 м, Кавказ); в 1986 году в июле восхождение на Донгузорун (4454 м, Кавказ); в 1987 году 23 сентября восхождение на пик Советов (4320 м, Тянь-Шань); в 1988 году 17 августа восхождение на перевал Туристов (Тянь-Шань).
С 1973 года по 1982 год — Воспитанник Славянской-на-Кубани школы-интерната № 1.
С 1982 года по 1985 год — Учащийся Славянского-на-Кубани сельскохозяйственного техникума.
С 1985 года по 1991 год — Студент агрономического факультета Ленинградского сельскохозяйственного института.
С 1992 года по 1996 год — Представитель ЛОМО на Украине.
С 1999 года по 2002 год — Президент федерации шахмат г. Киева (Украина).
С 2000 года по 2002 год — Начальник хозяйственного управления (ДУС Украины) ПМ «Украінский дім».
С 2007 года по 2009 год — Редактор журнала «Молдова» (Республика Молдова, г. Кишинёв, ул. А.Пушкина, 22).
С 2009 года по 2016 год — Издатель и главный редактор литературного журнала «Наше поколение» (Кишинёв, ул. Пушкина, 22, офис 317).
С 2014 года по 2016 год — Преподаватель спецкурса: «Литературное мастерство», Государственный педагогический университет им. И. Крянге. Преподаватель спецкурса: «Психология подготовки спортсмена», Государственный университет физического воспитания и спорта.
С 2018 года по 2019 год — Современная научно-техническая академия, по специальности: «Теория и методика преподавания русского языка и литературы», Москва.